# Балашов, Лев Евдокимович
Лев Евдоки́мович Балашо́в (род. 10 октября 1944 года, Москва) — российский философ, член редколлегии Вестника РФО, кандидат философских наук, доцент, окончил философский факультет МГУ в 1969 году, там же защитил кандидатскую диссертацию на тему «Познавательные и практические функции категории „качество“». Профессор кафедры философии МГУИЭ в 2004—2013 гг.
Ветеран Моссовета, в 1990—1993 гг. был народным депутатом Московского городского совета 21 (последнего) созыва, принимал активное участие в политической жизни Москвы и страны.

## Проекты и результаты
- Разработка концепции категориальной картины мира, категориальной логики. См.:
- Разработка систематического курса философии. См.:
- Разработка проблем философии мышления. См.:
- Разработка реалистической теории бессмертия. См.:
- Разработка концепции практической философии как дисциплины (софологии), предназначенной для эксклюзивного применения в практике межчеловеческих отношений. См.:

## Научно-организационная деятельность
- Издатель и редактор журнала «КАТЕГОРИИ» (1997—1998 гг)
- член редколлегии журнала «Вестник Российского философского общества»

## Публикации
Автор свыше 90 публикаций

### Монографии
- Мир глазами философа. Категориальная картина мира. М.: ACADEMIA, 1997. — 293 стр.; ISBN 5-87532-005-2
- Соответствия и антисоответствия между категориями. Проблемы категориальной логики. М.: ACADEMIA, 1998. — 51 стр.; ISBN 5-87532-022-2
- Практическая философия. — МЗ-Пресс, 2001. — 320 с. — 2000 экз. — ISBN 5-94073-007-8. ISBN 5-94073-007-8; 2-я ред., 2012. — 572 с.
- Ошибки и перекосы категориального мышления. М.: МЗ-Пресс, 2002. — 137 с. - pdf; ISBN 5-94073-016-9
- Жизнь, смерть, бессмертие. М.: ACADEMIA, 1996. — 96 с; ISBN 5-87532-110-5 Скачать:
- Как мы думаем? М.: ACADEMIA, 1996 — 60 с.; ISBN 5-87532-110-5 См. расширенную редакцию:
- Критика марксизма и коммунизма. М.: ACADEMIA, 1997 — 69 с.; ISBN 5-87532-002-8
- Что такое философия? М.: Дашков и К°, 5-е изд., 2025. − 84 с.
- Золотое правило поведения. М.: ACADEMIA, 1999; ISBN 5-87532-024-9
- Либерализм и свобода. М.: ACADEMIA, 1999; ISBN 5-87532-024-9, 2-я, расширенная редакция:
- Гуманистический манифест. М.: ACADEMIA, 2000; ISBN 5-87532-106-7
- Россия и мир на рубеже веков-тысячелетий (что было и что будет). М., 2000—2001;
- Философия для жизни. Пособие по практической философии. М.: МЗ Пресс, 2001. — 56 с. ISBN 5-94073-016-8
- Негатив жизни: антикультура и антифилософия. М.: ACADEMIA, 2002; ISBN 5-87532-109-2
- Человек среди людей. (Как вести себя в обществе?). М., 2002;
- Мысли о религии. М., 2001. — 28 с.
- Об опасности наркотиков и прелестях жизни без них. М., 2001. — 30 с.
- Человечеству грозит гибель от депопуляции, если… М., 2009. — 31 с.
- KÄYTÄNNÖN FILOSOFIA ELI SOFOLOGIA. Suomennos, 2009. — 475 p. ПРАКТИЧЕСКАЯ ФИЛОСОФИЯ или СОФОЛОГИЯ. Хельсинки, 2009 (перевод на финский язык Аско Корпелы). ISBN 951-9061-20-7
- Practical Philosophy or Sophology: How we think, so we live. L E Balashov (Author). — 498 pages. Publisher: CreateSpace (November 26, 2011). Language: English. Made in USA Charleston SC 06 November 2011. ISBN 146643094X ISBN 978-1466430945
- Наука любви. М.: Дашков и К°, 2-е изд., 2024. — 136 с., —
- Ленин: за и против. Критические заметки. М.: Дашков и К°, 2-е изд., 2025. — 82 с.,. ISBN 978-5-394-06204-9

### Учебники и учебные пособия
- Философия: учебник (систематический курс). М.: Дашков и К°, 9-е изд., 2024 - 625 с., - ISBN 978-5-394-04720-6, 6-е изд., перер. и доп., 2021. — 625 с. - ISBN 978-5-394-04115-0 См.:  [2]
- Этика. Учебное пособие. М.: Дашков и К°, 8-е издание, 2023. - 382 с.; 4-е изд., 2019. . — ISBN 978-5-394-03604-0. , 5-е изд., 2020. — ISBN 978-5-394-03792-4, 6-е изд., 2021.- ISBN 978-5-394-04332-1
- Занимательная философия. Аудиокнига. М., «Ардис», 2009.
- Занимательная философия. Учебное пособие. М.: Дашков и К°,  [3], 9-е издание, 2023. — 452 с. -
- Задачи и упражнения по философии. М.: Дашков и К°, — 50 с. 7-е издание - 2025,   .
- Занимательная этика. М.: Дашков и К°, 4-е изд. — 464 с. - 2025. [4]

### Статьи
- Соответствия — особый тип отношений между категориями (проблемы категориальной логики). В: журн. «Философские исследования», 1993, № 2. С. 158—186.
- Критика идей социализма и коммунизма. — В: сб. «На пути к открытому обществу. Идеи Карла Поппера и современная Россия», М.: Изд-во «Весь мир», 1998. С. 216—226.
- Противоречие (категориально-логический портрет). — В: журн. «Полигнозис», 1998, № 3.
- Становление (категориально-логический портрет). — В: журн. «Полигнозис», 1999, № 1.
- Тезисы о гуманизме. — В: журн. «Здравый смысл», 2000, № 14.
- Ф. Ницше — Гитлер философии. — В: Труды членов Российского философского общества, М., 2002. Вып. 2. С. 141—149.
- Жизнь, смерть, бессмертие человека. — В: Труды членов Российского философского общества, М., 2003. Вып. 4-й. С. 121—150.
- Смерти нет оправдания (критика утверждений о положительной ценности смерти). — В: Труды членов Российского философского общества, вып. 5-й, М., 2003. Вып. 5-й. С. 61-73.
- Реалистическая теория бессмертия — В: Вестник Российского философского общества, 2003, № 1 (25).
- Статья «Смерть» — Глобалистика: Энциклопедия. М.: ОАО Издательство «Радуга», 2003.
- Статья «Гуманизм» — Глобалистика: Энциклопедия. М.: ОАО Издательство «Радуга», 2003.
- Деятельность, субъект, объект (категориально-логический портрет). — В: ВЕСТНИК ПЕРМСКОГО УНИВЕРСИТЕТА ISSN 2078-7898 Научный журнал. Серия ФИЛОСОФИЯ. ПСИХОЛОГИЯ. СОЦИОЛОГИЯ, 2013, Выпуск 4 (16), стр. 46-56.
- Особенности русской революции 1917 года и ее уроки. — В: Вестник Российского философского общества, 2017, № 2 (82). С. 24
- Недостатки системы образования в России. — В: Вестник Российского философского общества, 2017, № 3 (83). С. 74-79
- Антикультура в современном мире и ее проявления в постсоветской России. — В: Русская идея и китайский путь в культурном контексте современности. Колл. монография / под ред. проф. А. Н. Чумакова и проф. Ли Хэй. — М.: РФО; ООО «СиДиПрессАрт», 2017. — с.70-81. См.:
- Современный многоэтажный город — черная дыра человечества как биологического вида. — В: Вестник Российского философского общества, 2018, № 2 (86). — с. 48-49.
- Общество потребления — уродливая концепция жизни. — Труды членов Российского философского общества. Выпуск 20, 2018, с. 61-62.
- Глобализм, антиглобализм, космизм. — Труды членов Российского философского общества. Выпуск 20, 2018, с.	62-64.
- Страны Востока и Запада в координатах «коллективизм—индивидуализм». — Труды членов Российского философского общества. Выпуск 20, 2018, с. 64-67.
- Человечеству грозит гибель от депопуляции, если… — Восьмой Российский Философский Конгресс «Философия в полицентричном мире» - Т. 4. Круглые столы (Сборник научных статей) — РФО - ИФРАН - МГУ Издательство «Логос» Москва 2020 — с. 345-348.
- Массовый марафон? Да! - журнал "Легкая атлетика", 1986, № 2, февраль. См.:
- Качество как ступень познания. - В: Вестник Московского университета, серия "философия", 1975, № 2.
- Качество как объект измерения. - В: журнал "Философские науки", 1976, № 4